# Giun lươn
Strongyloides stercoralis, là tên khoa học của giun lươn, một loài giun hình ống ký sinh gây ra bệnh strongyloidiasis.
Strongyloides stercoralis là loài giun hình ống có khả năng ký sinh trong cơ thể người. Giai đoạn giun trưởng thành sống ký sinh trong màng nhầy ở ruột non. Chi Strongyloides bao gồm 53 loài và S. stercoralis là loài điển hình. S. stercoralis đã được báo cáo gặp ở các loài hữu nhũ khác, bao gồm mèo và chó. Tuy nhiên, các loài ký sinh ở chó không được coi là S. stercoralis điển hình, nhưng lại có liên hệ đến S. canis. Các loài lình trưởng thường bị nhiễm loài S. fuelleborni và S. cebus mặc dù S. stercoralis đã được báo cáo là tìm thấy trên các con linh trưởng bị giam giữ. Các loài Strongyloides ký sinh tự nhiên khác ở người, nhưng với phân bố hạn chế, là S. fuelleborni ở Trung Phi và S. kellyi ở Papua New Guinea.
Trong tiếng Anh của người Hoa Kỳ, Strongyloides thường được gọi là threadworm; trong tiếng Anh của người Anh threadworm là để chỉ Enterobius trong khi Strongyloides được gọi là pinworm.

## Sinh sản
Giun lươn kí sinh trong tá tràng ruột. Từ trứng ở môi trường bên ngoài, ấu trùng nở ra và nhanh chóng bò trong đất ẩm